# Federació Catalana de Llebrers
La Federació Catalana de Llebrers organisme rector de les curses de llebrers
a Catalunya va desaparèixer l'any 2006. Va formar part de la Unió de Federacions Esportives de Catalunya.

## Història
La història de les curses de llebrers a Catalunya s'inicia l'any 1932, quan es legalitzen les apostes i una empresa denominada Asociación Hípico-Galguera Deportiva de Cataluña (AHGDC) va iniciar la construcció, en els terrenys coneguts com el Sol de Baix, a la Travessera de les Corts de Barcelona i que eren propietat del FC Barcelona, d'un complex esportiu per a la celebració de curses hípiques, de dirt track i de gossos llebrers. La instal·lació per a curses de llebrers, coneguda amb el nom de Canòdrom Park Sol de Baix es va inaugurar el 1934 en aquells terrenys que havien acollit uns camps d'entrenament per als equips de futbol i de rugbi del FC Barcelona.
El mateix any va entrar en funcionament el canòdrom del Barcelona Kennel Club, a les instal·lacions que després serien conegudes com a Piscines i Esports de la carretera de Sarrià, que va tancar durant la Guerra Civil i va ser reobert el 1940 amb el nom de Canòdrom Barcelona, i poc després el Canòdrom Guinardó, que va tenir una vida efímera, ja que el 1936 va ser decomissat pels anarquistes.
El 1939, un any abans de la inauguració del Barcelona, que va estar en funcionament fins al 1946, va néixer la federació, sota la presidència d'Enrique de Monteys, com a Delegació Regional de la Federación Española Galguera, que va veure la llum aquell mateix any. L'afició a les curses de llebrers en pista —a la resta d'Espanya també hi havia molta afició a les de camp obert— va anar creixent durant la postguerra.
L'any 1951, ja sota la presidència de Carlos Romero de Luque, que va ocupar durant trenta-sis anys el càrrec, Barcelona es va quedar sense canòdroms, ja que va tancar el Sol de Baix quan el FC Barcelona va recomprar els terrenys per construir el futur Camp Nou. Dos anys després, però, el 1953 va aparèixer el Canòdrom Pavelló de l'Esport, ubicat en el pavelló dels esports descobert de la Gran Via cantonada amb Llançà, que va ser inaugurat el 1950 i que el 1951 va acollir el Campionat del Món d'hoquei patins, competició que es va tornar a repetir al mateix escenari el 1954, quan ja funcionava com a canòdrom. Aquells dos campionats els va guanyar la selecció espanyola sota la batuta de Joan Antoni Samaranch, que el 1951 n'era el seleccionador i el 1954, el president de la Federació Espanyola de Patinatge. Precisament Samaranch es va convertir en un dels socis d'aquella instal·lació juntament amb Francesc Miró Sans, president del FC Barcelona entre 1953 i 1961 i de la Federació Catalana de Llebrers entre 1981 i 1986.
El 1954 va obrir un altre canòdrom, el Loreto, situat en aquest mateix carrer per sota de l'Avinguda Diagonal de Barcelona, on en dues ocasions (1957 i 1959) es va celebrar el Campionat d'Europa de Llebrers. Va tancar el 1962, però l'empresa que el gestionava va obrir poc després el Avenida, al costat del Reial Club de Polo, que a partir de 1979 va adquirir el nom de Diagonal i va funcionar fins al 1984.
El 1964 va obrir l'emblemàtic Canòdrom Meridiana, modern i funcional, obra dels arquitectes Antoni Bonet i Josep Puig, que van guanyar el prestigiós premi FAD aquell mateix any. El Meridiana i el Pavelló van tenir una frenètica activitat entre finals dels anys 70 i els 90, sota les presidències de Miró Sans, Ramon Solé i Manuel Vilar.
Dels disset canòdroms que hi havia a Espanya, quatre van funcionar al mateix temps a Catalunya, ja que durant els setanta i els vuitanta també va estar obert el Canòdrom Badalona. El Premi Derby Internacional, nascut el 1967, el Gran Premi Nadal (1974), el Gran Premi Tres Distàncies (1975) i el Trofeu Llebrer Català (1984) van ser algunes de les competicions més importants del món dels llebrers. El 25 d'octubre de 1985 la federació, que fins en aquell moment es deia oficialment Federación Catalana de Galgos, va catalanitzar el seu nom i va adquirir entitat jurídica pròpia.
Amb el tancament del Pavelló el 1999 va començar el declivi d'aquest esport, que va viure una etapa de decadència fins a arribar a la desaparició del Meridiana el 2006, el darrer canòdrom que va funcionar a Barcelona i a Catalunya. Un any després, sense instal·lacions per practicar les curses de llebrers a causa de la forta pujada dels impostos per a les apostes que va introduir la Generalitat de Catalunya, la Federació Catalana va acabar aprovant la seva dissolució en una assemblea celebrada el 16 de novembre de 2007.

## Presidents

### Enrique de Monteys Carbó (1939-1944)
Comandant d'infanteria, posteriorment ascendit a coronel, va ser el primer president de la federació i va ocupar el càrrec de president fins al mes de juny de l'any 1944, quan va ser traslladat a València i nomenat vicepresident de la Federació Espanyola d'Hoquei, tanmateix va seguir vinculat al món dels llebrers, ja que va ser nomenat president honorari de la Federació Catalana.

### Carlos Romero De Luque (1945-1981)
L'any 1945 va ser nomenat president i el 1948 va ser membre fundador de la Federació Mundial, amb seu a Madrid. També va ser membre dels Comitès Organitzadors del Mundial de patinatge artístic de 1949 i dels d'hoquei patins de 1951 i 1954, tots tres celebrats a Barcelona.

### Francesc Miró-Sans Casacuberta(1981-1986)
President del FC Barcelona entre 1953 i 1961. Malgrat no tenir cap relació amb el món dels llebrers, va ser nomenat vocal de la Federació Catalana el 1948, per la seva amistat amb el president Carlos Romero de Luque, i posteriorment també ho va ser de l'Espanyola quan ja era president del Barça, càrrec al qual va accedir el 1953. Precisament el món dels llebrers i el Barça es van relacionar quan Miró-Sans, que de 1952 a 1953 havia estat vocal del club blaugrana en la directiva presidida per Enric Martí Carreto, va decidir construir el Camp Nou, inaugurat el 24 de setembre de 1957, en els terrenys que ocupava a la travessera de les Corts l'antic Sol de Baix, que havia tancat les seves portes el 1951. Des de 1953, però, era un dels socis del Pavelló, que es va inaugurar aquell mateix any i va compartir durant un temps la utilitat de pavelló esportiu i recinte per a curses de llebrers, fins que va quedar només per a aquest ús.

### Ramon Solé Pello (1986-1987)
S'havia iniciat en el món dels llebrers l'any 1934 com a administratiu del Sol de Baix, posteriorment va ser gerent del Pavelló quan aquest va començar a funcionar el 1953 i després també del Meridiana el 1967. Va ocupar la presidència de la federació només un any. El 6 de gener de 1988, en el 25è aniversari de la inauguració del Pavelló, en la seva memòria es va instaurar un trofeu amb el seu nom.

### Manuel Vilar Guañabens (1987-2007)
Propietari dels canòdroms Pavelló i Meridiana, va ser el darrer president de la federació, des del mes de desembre de 1987, quan va ser elegit com a candidat únic, fins al 16 de novembre de 2011, quan es va aprovar la seva dissolució en una assemblea. Durant aquest període va ser reelegit dues vegades. També va ser membre de la Federació Mundial de Llebrers (WGRF) des de desembre de 1988 fins a l'agost de 2007, i entre 1996 i 1998 en va ser el president.